# مارسانیان
مارسانیان (به لاتین: Ophidia) (همچنین به عنوان Pan-Serpentes شناخته شده‌اند)، یک گروه از خزندگان پولک‌دار از جمله مارها و خزندگان نزدیک‌تر به مارها نسبت به دیگر گروه‌های مارمولک‌های زنده است.
نام مارسانیان از کلمه یونانی باستان ὀφίδιον (ophídion) گرفته شده‌است که به معنای «مار کوچک» است.

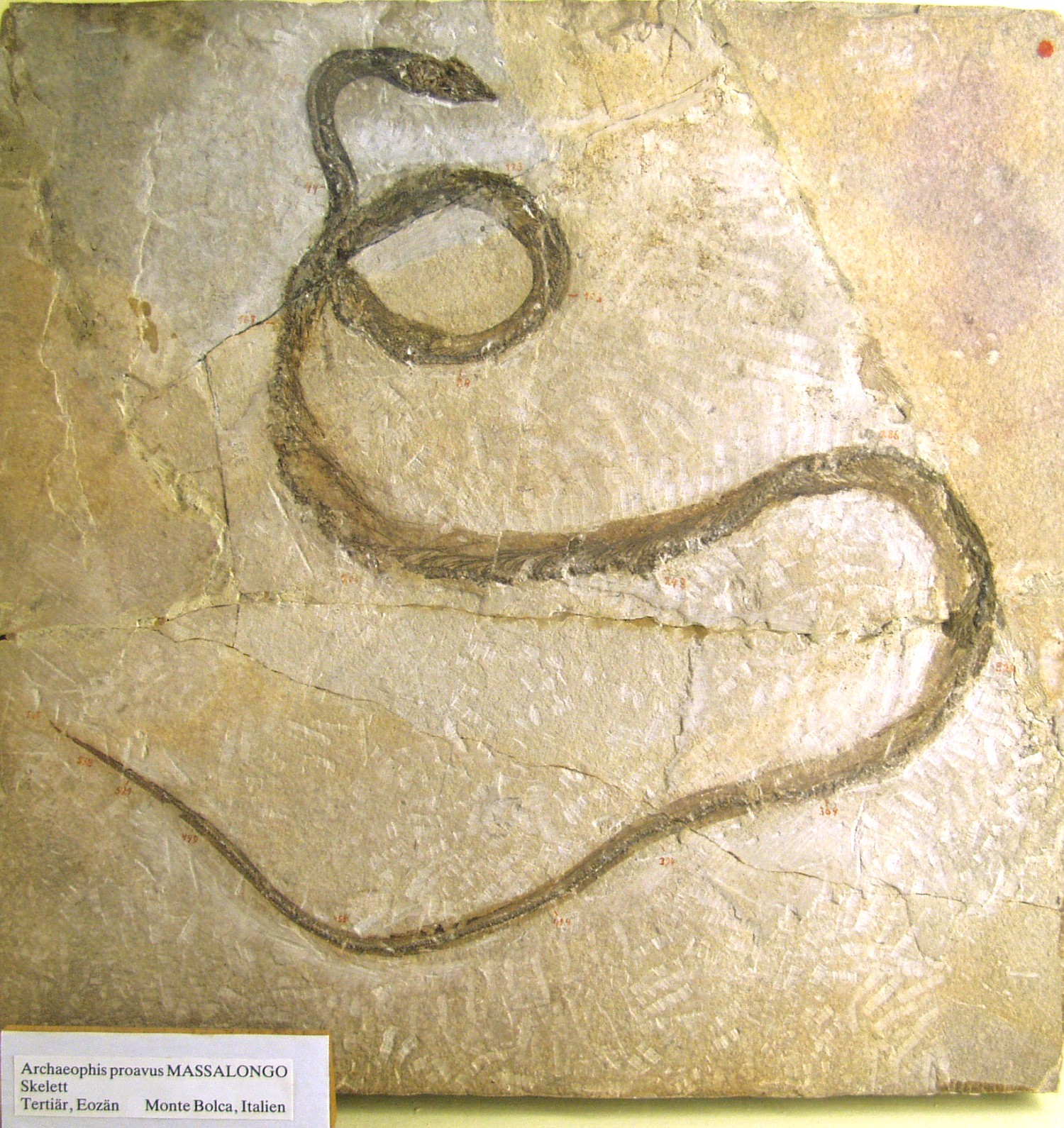
فسیل Archaeophis proavus.